# VHS: Video Horror Show
VHS: Video Horror Show é uma coletânea de histórias em quadrinhos de terror organizada por Fernando Barone e Rodrigo Ramos com o objetivo de homenagear os filmes deste gênero das décadas de 1980 e 1990. O livro foi publicado em 2019 de forma independente pelo selo Beelzebooks a partir de financiamento coletivo feito pela plataforma Catarse.
O livro, de 288 páginas e formato de uma fita VHS, tem 13 histórias produzidas pelos seguintes autores: Joel Caetano, Azrael Aguiar, Bernardo Aurélio, Caio Oliveira, Rodrigo Ramos, Leopoldo Anjo, Airton Marinho, Marcelo Damm, Leander Moura, Cristal Moura, Hedjan C.S., Marcel Bartholo, Larissa Palmieri, Joane Barros, Victor Freundt, Daniel Sousa, Alessio Esteves, Tiago Palma, Antonio Tadeu, Michell Ed, Felipe Morcelli, Ricardo Carandes, Fernando Barone, Samuel Sajo, Bruno Bispo e Victor Freundt. A capa ficou a cargo de Dudu Torres.
Em 2020, VHS: Video Horror Show ganhou o Troféu HQ Mix de melhor publicação independente de grupo.